# Ипатинга
Ипатѝнга (на португалски: Ipatinga) е град и едновременно община в Югоизточна Бразилия, щат Минас Жерайс. Разположен е на река Доси, на 220 km източно от Белу Оризонти. Основан е през 1962 и в него се намира един от най-големите металургични заводи в страната. Населението на града е 244 508 души по данни от преброяването през 2009 г.

## Личности
Родени
- Мансини (р. 1980), бразилски футболист